# SN 2008cn
SN 2008cn – supernowa typu II odkryta 21 maja 2008 roku w galaktyce NGC 4603. W momencie odkrycia miała maksymalną jasność 15,30m.